# Menthol
Menthol is een organische verbinding met een sterke muntgeur. De stof komt voor als een wit poeder of heldere kristallen. De IUPAC-naam voor deze verbinding is 5-methyl-2-(1-methylethyl)-cyclohexanol.

## Structuur
Menthol bezit 3 stereogene centra, en bijgevolg bestaan er 8 mogelijke stereo-isomeren:

## Voorkomen
In de natuur komt vooral L-menthol of (–)-menthol voor in onder andere pepermuntolie en planten van het geslacht Mentha (waaronder Mentha piperita en Mentha arvensis). Pepermuntolie bevat 35 tot 60% menthol. L-menthol kan worden verkregen door extractie uit planten, maar menthol-isomeren worden ook synthetisch bereid, bijvoorbeeld door de hydrogenering van thymol of van isopulegol. De wereldwijde productiecapaciteit werd in 2001 geschat op ongeveer 13.600 ton/jaar, waarvan ongeveer een kwart langs synthetische weg verkregen.
De belangrijkste menthol-producten zijn:
- de enantiomeren L-menthol en D-menthol (synoniem: (+)-menthol)
- het racemaat (mengsel in gelijke hoeveelheden L- en D-menthol) D/L-menthol
- een niet gespecificeerd mengsel van menthol-isomeren, ook wel ruwe menthol genoemd

## Toepassingen
L-menthol, D/L-menthol en (ruwe) menthol worden veel gebruikt als smaakmiddel, desinfecterend of verkoelend middel in snoepgoed, likeur, kauwgom en andere voedingswaren. Verder wordt het verwerkt in tabak, tandpasta, cosmetica (onder andere huidcrèmes, aftershave, shampoo en scheerschuim) en in (dier)geneeskundige bereidingen zoals hoestpastilles en zalven. D-menthol wordt commercieel niet gebruikt.

## Toxicologie en veiligheid
De menthol-isomeren hebben een zeer lage acute orale toxiciteit. Ze zijn matig irriterend voor de huid en licht irriterend voor de ogen. De aanvaardbare dagelijkse inname (ADI) voor L- en D/L-menthol ligt in het bereik van 0-4 mg/kg lichaamsgewicht (conform het FAO/WHO Joint Expert Committee on Food Additives uit 1998).